# Hemmen (Schlitz)

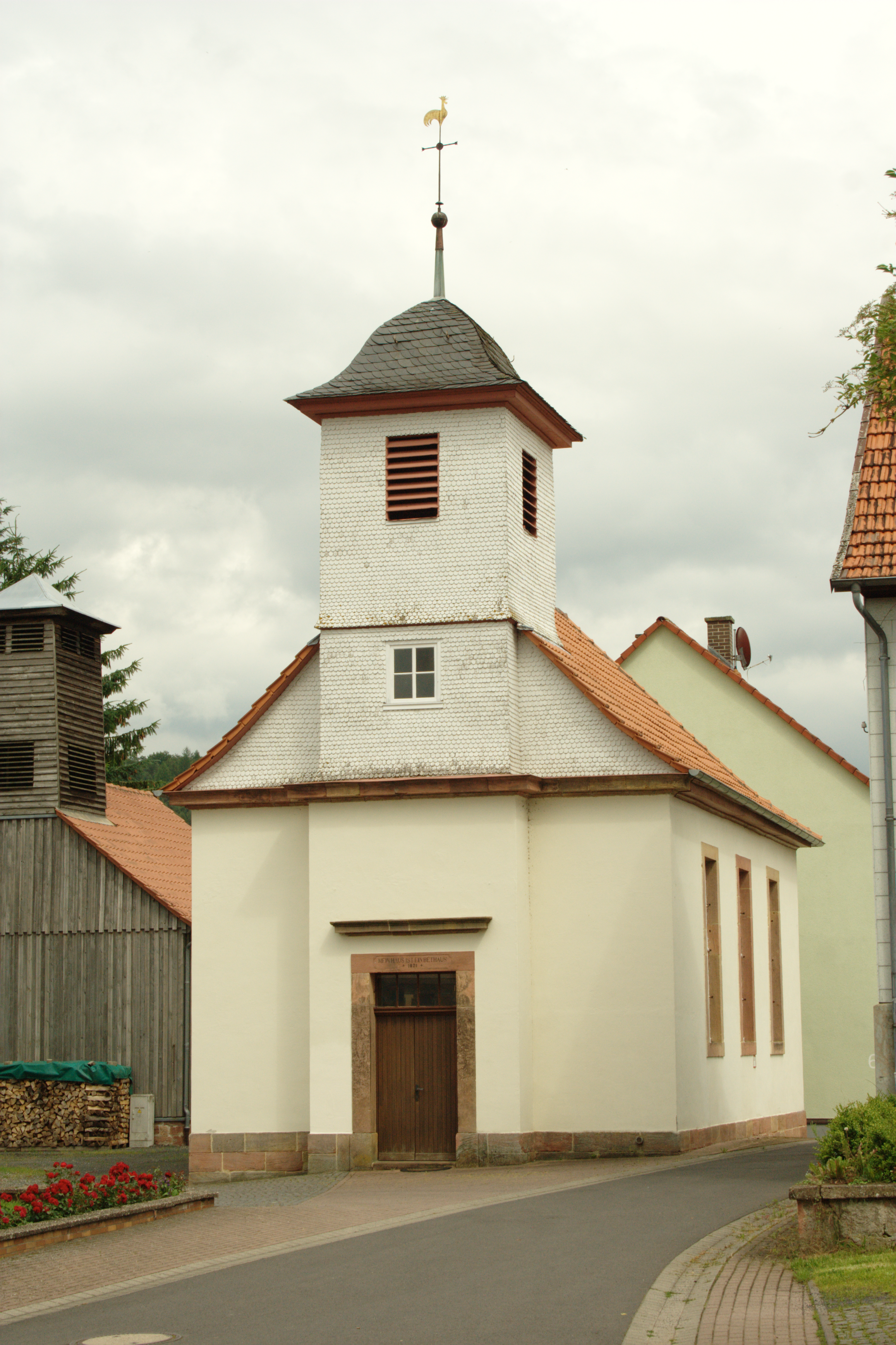
Kirche in Hemmen

Hemmen ist ein Stadtteil von Schlitz im mittelhessischen Vogelsbergkreis.

## Geografie
Der Ort liegt südöstlich von Schlitz an der Fulda. Durch das Dorf verläuft die Landesstraße 3143, die Hemmen mit Lüdermünd (Stadt Fulda) und Hartershausen verbindet.

## Ortsgeschichte

### Mittelalter
Hemmen wurde bereits im Codex Eberhardi, einem Kopiar aus der Zeit um 1160, erstmals erwähnt: „de Hemmen“ (von Hemmen). Datiert wird dieser Eintrag auf den Zeitraum von 1100 bis 1150. Also gab es in Hemmen im 12. Jahrhundert fuldischen Besitz.
Ein weiteres Kopiar um 1400 enthält für das Jahr 1379 einen Eintrag: „... unßn hoff tzu dem Hemmen an der fulde gelegen“.
Der Ortsname lässt sich auf den häufig vorkommenden Rufnamen Hemmo zurückführen.
1480 finden sich in einem Zinsregister der Herren von Schlitz, genannt Görtz, u. a. Zinsregister für Ützhausen, Hemmen und Nieder-Stoll, das hier „Ditter Stube“ genannt wird.

### Neuzeit
Hemmen gehörte zur Herrschaft Schlitz. Hier galten die Schlitzer Verordnungen aus dem 18. Jahrhundert zusammen mit Teilen des Fuldischen Rechts als Partikularrecht. Das Gemeine Recht galt nur, soweit diese speziellen Regelungen für einen Sachverhalt keine Bestimmungen enthielten. Dieses Sonderrecht behielt seine Geltung auch während der Zugehörigkeit zum Großherzogtum Hessen im 19. Jahrhundert. In der gerichtlichen Praxis wurden die Verordnungen aber nur noch selten angewandt. Das Partikularrecht wurde zum 1. Januar 1900 von dem einheitlich im ganzen Deutschen Reich geltenden Bürgerlichen Gesetzbuch abgelöst.
Am 31. Dezember 1971 wurde Hemmen in die Stadt Schlitz eingegliedert.

## Sehenswürdigkeiten
Für die unter Denkmalschutz stehenden Gebäude des Ortes siehe die Liste der Kulturdenkmäler in Hemmen.

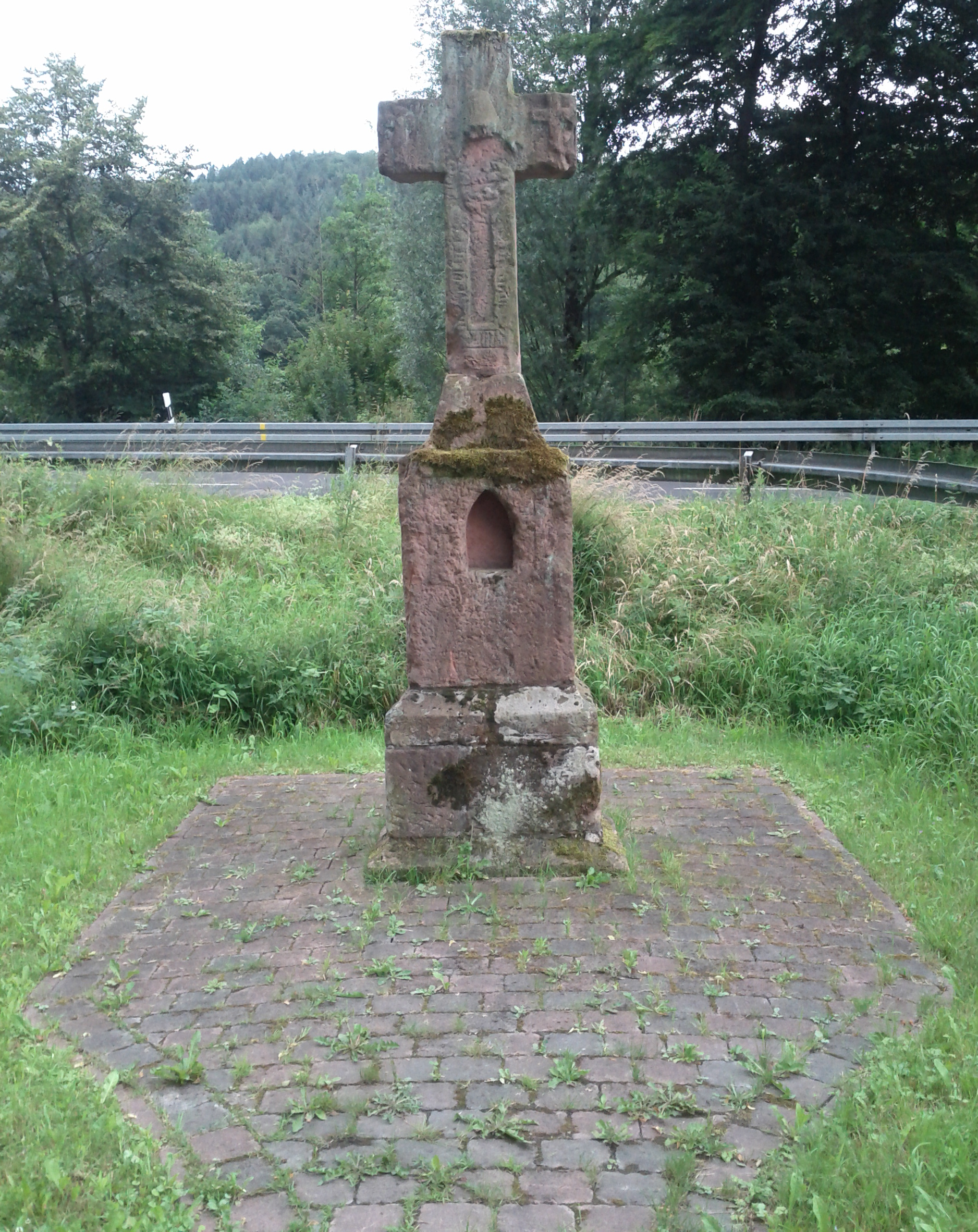
Lüdermünder Kreuz (1383)

Auf dem nahegelegenen Kötzenberg befinden sich Reste einer mittelalterlichen Burg. Auf diesem Berg steht auch das Steinerne Kreuz, eine Grenzmarkierung aus dem Jahr 1383.

## Politik
Ortsvorsteher ist Mathias Kreutzer (Stand Mai 2021).